# December - En svensk jul
December - En svensk jul är ett julalbum från 2011 av Uno Svenningsson & Irma Schultz Keller.

## Låtlista
1. Viskar en bön (Peter Hallström, Mauro Scocco)
2. Stilla natt (Stille Nacht, Heilige nacht) (Peter Hallström, Mauro Scocco)
3. När det lider mot jul (Ruben Liljefors, Jeanna Oterdahl)
4. När julen rullar över världen (Uno Svenningsson, Patrik Frisk)
5. Jul, jul, strålande jul (Hugo Hammarström, Edvard Evers)
6. En vinterpromenad (Irma Schultz Keller)
7. Önskar dig en stilla natt (Bo Kasper)
8. Stunder av lycka (Uno Svenningsson)
9. Kom du nånsin iväg (Leonard Cohen, Ulf Lundell)
10. Ser du stjärnan i det blå (When You Wish Upon a Star) (Leigh Harline, SS Wilson)

## Medverkande
- Uno Svenningsson - sång
- Irma Schultz Keller - sång
- Fredrik Hermansson - klaviatur
- Andreas Hourdakis - gitarr
- Lars "Billy" Hansson - producent

## Listplaceringar
| Lista (2011) | Topplacering |
| ------------ | ------------ |
| Sverige      | 53           |

### Fotnoter
1. ↑  ”December - En svensk jul”. Svensk mediedatabas. 6 juli 2011. http://smdb.kb.se/catalog/id/002774152. Läst 31 december 2013.
2. ↑  Listplacering, läst 31 december 2013